# Allotraeus fenestrellus
Allotraeus fenestrellus är en skalbaggsart som beskrevs av Holzschuh 2007. Allotraeus fenestrellus ingår i släktet Allotraeus och familjen långhorningar. Inga underarter finns listade i Catalogue of Life.